# Efekt ścianki
Efekt ścianki – określenie różnicy w stopniu jonizacji objętości czynnej detektora promieniowania jonizującego spowodowanej obecnością samej ścianki detektora. Jest to rodzaj błędu pomiarowego wprowadzanego samą obecnością detektora. Wielość efektu zależy od rodzaju i ilości materiału ścianki, a także od rodzaju  i energii rejestrowanego promieniowania.